# Trevor Berbick
Trevor Berbick (n. 1 august 1954, Port Antonio⁠(d), Surrey County⁠(d), Jamaica – d. 28 octombrie 2006, Port Antonio⁠(d), Surrey County⁠(d), Jamaica) a fost un boxer profesionist canadian jamaican care a concurat între 1976 și 2000. A câștigat titlul WBC în 1986, învingându-l pe Pinklon Thomas, dar l-a pierdut în prima apărare în fața lui Mike Tyson, care era neînvins la vârsta de 20 de ani. Berbick a fost, de asemenea, ultimul boxer care a luptat cu legendarul Muhammad Ali, învingându-l în 1981.
În calitate de amator, Berbick a câștigat o medalie de bronz la divizia de greutate la Pan American Games în 1975. În cariera sa profesională a deținut de două ori titlul canadian de greutate, între 1979 și 1986 și 1999 până în 2001.
A fost ucis pe 28 octombrie 2006 de nepotul său, Harold Berbick, și complicele lui, Kenton Gordon.

## În afara ringului
Berbick a fost predicator la biserica Moments of Miracles Pentecostal din Las Vegas.

### Probleme cu legea
Berbick a fost arestat în mai multe rânduri de-a lungul vieții sale și a fost condamnat la Florida la 5 ani de închisoare pentru asaltarea sexuală a copilăriei copiilor lui în 1992. A fost încarcerat 15 luni. În 1997 a încălcat regulile eliberării condiționate și a fost deportat din Statele Unite în Canada. Din cauza problemelor sale legale, el a avut, de asemenea, probleme de ședere în Canada, pierzând statutul său de imigrant și a fost deportat înapoi în Jamaica în 1999. Mai târziu in 1999 a câștigat dreptul de a rămâne în Canada.

### Feud cu Larry Holmes
Berbick a avut o rivalitate bine cunoscută cu Larry Holmes, cu care a luptat în ring în 1981. Lupta lor a culminat într-o confruntare publică și o bătălie în 1991, care a fost prinsă pe bandă. După o altercație verbală în interior, Berbick se plângea în afară de faptul că a fost lovit de Larry Holmes când Holmes sa urcat pe o mașină parcată și sa lansat pe Berbick. Înregistrările se termină pe măsură ce cei doi sunt separați de poliție și altele.

### Retragere
S-a retras în Florida pentru a fi cu soția și patru copii (a avut trei copii cu prima sa soție din Montreal) și a început să antreneze boxeri la Kenny Barrett's Gym din Tamarac, Florida. Problemele lui Berbick au escaladat. A fost din nou deportat din S.U.A. pe 2 decembrie 2002.

### Crimă
La 28 octombrie 2006, Berbick a fost ucis într-o biserică din Norwich, Jamaica, de un atacator care a purtat o țeavă de oțel cu diametrul de 2 inci (51 mm). Berbick a suferit multiple lovituri la cap și a murit la scena.
Poliția a arestat doi bărbați, dintre care unul a fost nepotul de 20 de ani al lui Berbick, Harold Berbick, în legătură cu uciderea. Ei au fost interogați la postul de poliție Port Antonio din Portland devreme în dimineața zilei de 29 octombrie. Locuitorii locali au indicat că suspectul a fost implicat într-o dispută pe teren cu Berbick. La 3 noiembrie s-a raportat că nepotul lui Berbick, Harold Berbick, de 20 de ani, și un bărbat neidentificat în vârstă de 18 ani au fost acuzați de asasinarea lui de către poliția jamaicană. La 20 decembrie 2007, Harold Berbick a fost condamnat pentru uciderea unchiului său. Presupusul său complice, Kenton Gordon, a fost condamnat pentru omucidere și ambii bărbați au fost condamnați la 11 ianuarie 2008. Harold Berbick a fost condamnat pe viață în închisoare; Kenton Gordon a fost condamnat la paisprezece ani de închisoare. Trevor Berbick a fost înmormântat la Familia Berbick Plot Norwich Portland, Jamaica.

## Rezultate în boxul profesionist
| No. | Rez.       | La general | Adversar          | Tip | Runda, timp   | Data         | Locație                                                      | Note                                                                         |
| --- | ---------- | ---------- | ----------------- | --- | ------------- | ------------ | ------------------------------------------------------------ | ---------------------------------------------------------------------------- |
| 61  | Victorie   | 49–11–1    | Shane Sutcliffe   | UD  | 12            | 26 mai 2000  | Vancouver, British Columbia, Canada                          | Retained Canada heavyweight title                                            |
| 60  | Înfrângere | 48–11–1    | Tony LaRosa       | SD  | 8             | Aug 12, 1999 | Slave Lake, Alberta, Canada                                  |                                                                              |
| 59  | Victorie   | 48–10–1    | Iran Barkley      | UD  | 8             | Jun 29, 1999 | Molson Centre, Montreal, Quebec, Canada                      |                                                                              |
| 58  | Victorie   | 47–10–1    | Shane Sutcliffe   | TKO | 12 (12), 0:44 | Feb 5, 1999  | Centre Pierre Charbonneau, Montreal, Quebec, Canada          | Won Canada heavyweight title                                                 |
| 57  | Victorie   | 46–10–1    | Ben Perlini       | UD  | 10            | Aug 6, 1998  | Slave Lake, Alberta, Canada                                  |                                                                              |
| 56  | Înfrângere | 45–10–1    | Lyle McDowell     | SD  | 12            | Sep 15, 1997 | Shaw Conference Centre, Edmonton, Alberta, Canada            | For vacant IBO Inter-Continental heavyweight title                           |
| 55  | Înfrângere | 45–9–1     | Hasim Rahman      | UD  | 10            | Oct 15, 1996 | Circus Maximus Showroom, Atlantic City, New Jersey, U.S.     |                                                                              |
| 54  | Victorie   | 45–8–1     | Louis Monaco      | UD  | 10            | Sep 18, 1996 | Westbury Music Fair, North Hempstead, New York, U.S.         |                                                                              |
| 53  | Victorie   | 44–8–1     | Ken Smith         | TKO | 4 (10), 1:05  | Apr 26, 1996 | Westbury Music Fair, North Hempstead, New York, U.S.         |                                                                              |
| 52  | Victorie   | 43–8–1     | Bruce Johnson     | TKO | 3 (10)        | Aug 25, 1995 | Columbus, Ohio, U.S.                                         |                                                                              |
| 51  | Înfrângere | 42–8–1     | Jimmy Thunder     | UD  | 12            | Mar 15, 1995 | Mystic Lake Casino Hotel, Prior Lake, Minnesota, U.S.        | For vacant WBC Continental Americas heavyweight title                        |
| 50  | Victorie   | 42–7–1     | Melvin Foster     | SD  | 10            | Sep 13, 1994 | Westbury Music Fair, North Hempstead, New York, U.S.         |                                                                              |
| 49  | Victorie   | 41–7–1     | Marselles Brown   | KO  | 2 (10)        | Aug 10, 1994 | Lakefront Arena, New Orleans, Louisiana, U.S.                |                                                                              |
| 48  | Victorie   | 40–7–1     | Paul Phillips     | KO  | 4 (10), 1:14  | Jul 30, 1994 | Myrl H. Shoemaker Center, Cincinnati, Ohio, U.S.             |                                                                              |
| 47  | Victorie   | 39–7–1     | Danny Wofford     | PTS | 8             | Mar 14, 1994 | Spartanburg, South Carolina, U.S.                            |                                                                              |
| 46  | Victorie   | 38–7–1     | Garing Lane       | PTS | 8             | Aug 2, 1991  | Palais des Festivals et des Congrès, Cannes, France          |                                                                              |
| 45  | Victorie   | 37–7–1     | Bobby Crabtree    | KO  | 5 (10), 2:00  | Dec 14, 1990 | The Diplomat, Hollywood, Florida, U.S.                       |                                                                              |
| 44  | Victorie   | 36–7–1     | Jeff Sims         | TKO | 6 (10), 2:15  | Jul 18, 1990 | Varsity Arena, Toronto, Ontario, Canada                      |                                                                              |
| 43  | Înfrângere | 35–7–1     | Buster Douglas    | UD  | 10            | Feb 25, 1989 | Las Vegas Hilton, Winchester, Nevada, U.S.                   |                                                                              |
| 42  | Victorie   | 35–6–1     | O T Davis         | KO  | 3 (10)        | Sep 20, 1988 | Central Plaza Hotel, Oklahoma City, Oklahoma, U.S.           |                                                                              |
| 41  | Înfrângere | 34–6–1     | Carl Williams     | UD  | 12            | Jun 27, 1988 | Convention Hall, Atlantic City, New Jersey, U.S.             | For USBA heavyweight title                                                   |
| 40  | Victorie   | 34–5–1     | Robert Evans      | UD  | 10            | Nov 24, 1987 | Forum, Halifax, Nova Scotia, Canada                          |                                                                              |
| 39  | Victorie   | 33–5–1     | Lorenzo Boyd      | TKO | 3 (10), 1:48  | Oct 29, 1987 | Musical Theater, Sunrise, Florida, U.S.                      |                                                                              |
| 38  | Victorie   | 32–5–1     | Art Terry         | TKO | 5 (10), 1:33  | Jul 31, 1987 | Lee County Civic Center, North Fort Myers, Florida, U.S.     |                                                                              |
| 37  | Înfrângere | 31–5–1     | Mike Tyson        | TKO | 2 (12), 2:35  | Nov 22, 1986 | Las Vegas Hilton, Winchester, Nevada, U.S.                   | Lost WBC heavyweight title                                                   |
| 36  | Victorie   | 31–4–1     | Pinklon Thomas    | UD  | 12            | Mar 22, 1986 | Riviera, Winchester, Nevada, U.S.                            | Won WBC heavyweight title                                                    |
| 35  | Victorie   | 30–4–1     | Mike Perkins      | TKO | 10 (10)       | Jan 17, 1986 | Omni Coliseum, Atlanta, Georgia, U.S.                        |                                                                              |
| 34  | Victorie   | 29–4–1     | Mitch Green       | MD  | 12            | Aug 10, 1985 | Riviera, Winchester, Nevada, U.S.                            | Retained USBA heavyweight title                                              |
| 33  | Victorie   | 28–4–1     | David Bey         | TKO | 11 (12), 2:30 | Jun 15, 1985 | Riviera, Winchester, Nevada, U.S.                            | Won USBA heavyweight title                                                   |
| 32  | Victorie   | 27–4–1     | Walter Santemore  | UD  | 10            | Nov 28, 1984 | Broadway by the Bay Theater, Atlantic City, New Jersey, U.S. |                                                                              |
| 31  | Victorie   | 26–4–1     | Andros Ernie Barr | TKO | 4 (12)        | Sep 1, 1984  | Nassau, Bahamas                                              | Retained Commonwealth heavyweight title                                      |
| 30  | Victorie   | 25–4–1     | Mark Lee          | PTS | 10            | Mar 13, 1984 | Wembley Arena, London, England                               |                                                                              |
| 29  | Victorie   | 24–4–1     | Mike Cohen        | KO  | 4 (10)        | Feb 19, 1984 | Hyatt Regency, Tampa, Florida, U.S.                          |                                                                              |
| 28  | Victorie   | 23–4–1     | Ken Lakusta       | KO  | 10 (12), 1:52 | Sep 9, 1983  | Edmonton, Alberta, Canada                                    | Retained Commonwealth and Canada heavyweight titles                          |
| 27  | Înfrângere | 22–4–1     | S. T. Gordon      | UD  | 10            | 28 mai 1983  | Showboat Hotel and Casino, Las Vegas, Nevada, U.S.           |                                                                              |
| 26  | Înfrângere | 22–3–1     | Renaldo Snipes    | UD  | 10            | Oct 2, 1982  | Sands, Atlantic City, New Jersey, U.S.                       |                                                                              |
| 25  | Victorie   | 22–2–1     | Greg Page         | UD  | 10            | Jun 11, 1982 | Caesars Palace, Paradise, Nevada, U.S.                       |                                                                              |
| 24  | Victorie   | 21–2–1     | Gordon Racette    | TKO | 11 (12)       | Mar 5, 1982  | Frank Crane Arena, Nanaimo, British Columbia, Canada         | Retained Commonwealth and Canada heavyweight titles                          |
| 23  | Victorie   | 20–2–1     | Muhammad Ali      | UD  | 10            | Dec 11, 1981 | Queen Elizabeth Sports Centre, Nassau, Bahamas               |                                                                              |
| 22  | Victorie   | 19–2–1     | Conroy Nelson     | KO  | 2 (15), 2:49  | Jul 21, 1981 | Metro Centre, Halifax, Nova Scotia, Canada                   | Retained Canada heavyweight title; Won vacant Commonwealth heavyweight title |
| 21  | Înfrângere | 18–2–1     | Larry Holmes      | UD  | 15            | Apr 11, 1981 | Caesars Palace, Paradise, Nevada, U.S.                       | For WBC, The Ring, and lineal heavyweight titles                             |
| 20  | Victorie   | 18–1–1     | Chuck Gardner     | TKO | 4 (10), 1:12  | Jan 31, 1981 | Kingston, Jamaica                                            |                                                                              |
| 19  | Victorie   | 17–1–1     | Chuck Findlay     | KO  | 1 (10), 2:47  | Nov 11, 1980 | Metro Centre, Halifax, Nova Scotia, Canada                   |                                                                              |
| 18  | Victorie   | 16–1–1     | Ron Rouselle      | KO  | 1 (12), 0:33  | Aug 27, 1980 | Edmonton, Alberta, Canada                                    | Retained Canada heavyweight title                                            |
| 17  | Victorie   | 15–1–1     | John Tate         | KO  | 9 (10), 0:22  | Jun 20, 1980 | Olympic Stadium, Montreal, Quebec, Canada                    |                                                                              |
| 16  | Victorie   | 14–1–1     | Johnny Warr       | SD  | 10            | Mar 11, 1980 | Metro Centre, Halifax, Nova Scotia, Canada                   |                                                                              |
| 15  | Victorie   | 13–1–1     | Ngozika Ekwelum   | TKO | 5 (10), 0:01  | Dec 11, 1979 | Metro Centre, Halifax, Nova Scotia, Canada                   |                                                                              |
| 14  | Remiză     | 12–1–1     | Leroy Caldwell    | PTS | 10            | Jun 14, 1979 | Convention Centre, Winnipeg, Manitoba, Canada                |                                                                              |
| 13  | Victorie   | 12–1       | Earl McLeay       | TKO | 7 (12), 2:07  | 26 mai 1979  | Glace Bay, Nova Scotia, Canada                               | Won vacant Canada heavyweight title                                          |
| 12  | Înfrângere | 11–1       | Bernardo Mercado  | KO  | 1 (12), 2:55  | Apr 3, 1979  | Metro Centre, Halifax, Nova Scotia, Canada                   | For vacant WBC Continental Americas heavyweight title                        |
| 11  | Victorie   | 11–0       | Greg Sorrentino   | TKO | 1 (10), 1:27  | Oct 8, 1978  | Metro Centre, Halifax, Nova Scotia, Canada                   |                                                                              |
| 10  | Victorie   | 10–0       | Gregory Johnson   | KO  | 4 (10), 2:49  | Sep 12, 1978 | Metro Centre, Halifax, Nova Scotia, Canada                   |                                                                              |
| 9   | Victorie   | 9–0        | Tony Moore        | TKO | 6 (10), 0:01  | Aug 1, 1978  | Metro Centre, Halifax, Nova Scotia, Canada                   |                                                                              |
| 8   | Victorie   | 8–0        | Horst Geisler     | KO  | 1 (10), 1:21  | Jun 28, 1978 | Metro Centre, Halifax, Nova Scotia, Canada                   |                                                                              |
| 7   | Victorie   | 7–0        | Eugene Green      | UD  | 10            | Dec 8, 1977  | Halifax, Nova Scotia, Canada                                 |                                                                              |
| 6   | Victorie   | 6–0        | Eddie Owens       | TKO | 5 (10), 2:34  | Sep 8, 1977  | Forum, Halifax, Nova Scotia, Canada                          |                                                                              |
| 5   | Victorie   | 5–0        | Willie Moore      | KO  | 4 (10), 2:04  | Aug 18, 1977 | Halifax, Nova Scotia, Canada                                 |                                                                              |
| 4   | Victorie   | 4–0        | Joe Maye          | TKO | 7 (10), 2:50  | Jan 25, 1977 | Metro Centre, Halifax, Nova Scotia, Canada                   |                                                                              |
| 3   | Victorie   | 3–0        | Michael Lucas     | TKO | 2 (6), 2:21   | Jan 9, 1977  | New Glasgow, Nova Scotia, Canada                             |                                                                              |
| 2   | Victorie   | 2–0        | Bobby Halpern     | TKO | 3 (6), 2:05   | Nov 23, 1976 | Forum, Halifax, Nova Scotia, Canada                          |                                                                              |
| 1   | Victorie   | 1–0        | Wayne Martin      | TKO | 5 (6)         | Sep 27, 1976 | Festival Arena, Shediac, New Brunswick, Canada               | Professional debut                                                           |